# Cuerpo de Flemming

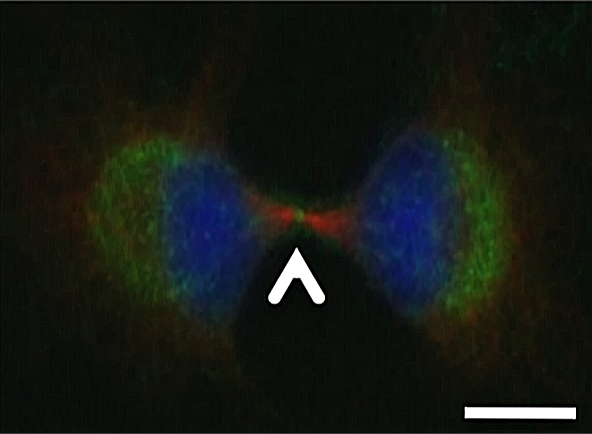
Cuerpo de Flemming (en verde punta de flecha), dentro del "cuerpo medio" (en rojo).

El cuerpo de Flemming, anillo contráctil, anillo, núcleo o tronco del cuerpo medio es una estructura celular transitoria, que se observa en la última fase de la división celular de los eucariotas (a excepción de los vegetales).

El cuerpo de Flemming, tiene la función de promover la separación de las células hijas, pero tiene otras funciones post-separación, que incluyen la señalización, para regular diversas vías metabólicas.

Los remanentes del cuerpo de Flemming, pueden afectar directamente la diferenciación y la proliferación de células madre y del cáncer.

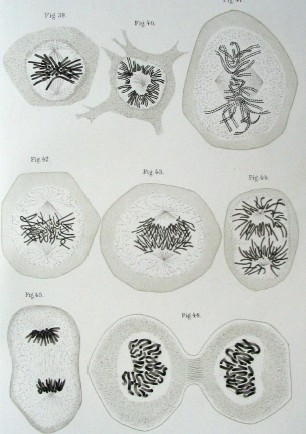
Cuerpo medio abajo derecha, uniendo dos células hijas. Visto y dibujado por Flemming (1882).

## Origen
Tras la cariocinesis y durante la citocinesis, una vez formados los núcleos hijos, el citoplasma, así como la membrana de las célula progenitora se han de repartir. Para ello se produce, en la zona ecuatorial de la célula, un surco anular contráctil formado por un conjunto de filamentos de actina ordenados en haces contráctiles e intercalados con miosina II, así como con restos microtubulares del huso acromático y un material denso, que se va a torsionar sobre su propio eje hasta hacer contactar la membrana de la célula progenitora. En ese punto, se escindirá en dos células hijas tras unos 10 minutos de torsión.

## Estructura
El cuerpo de Flemming. o "anillo del cuerpo intermedio" es una estructura compacta,  electrodensa, con un diámetro de 1.0-1.5 
micrómetro (µm), caracterizada por un empaquetado denso de haces de microtúbulos antiparalelos superpuestos, se forma en el medio  del puente intercelular que separa a las dos células hijas.

El "cuerpo intermedio" está compuesto por el haz de microtúbulos remanentes, con vesículas provenientes del Aparato de Golgi y proteínas asociadas. El cuerpo remanente se expulsa para que puedan dividirse finalmente las dos células hijas.

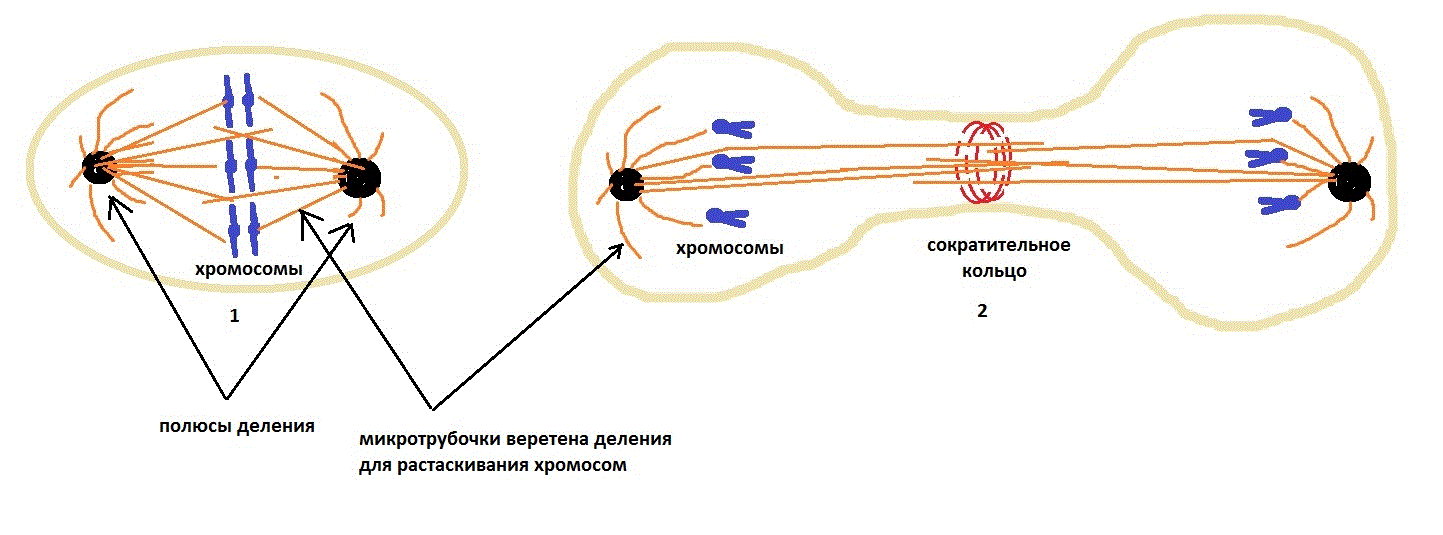
Descripción gráfica del anillo contráctil (texto en ruso).

## Función
El cuerpo de Flemming, tiene la función principal de promover la separación final (abscisión), de las células hijas.

Durante años se pensó que a continuación de la citocinesis este cuerpo se perdía, ya fuera por liberación en el espacio extracelular o por degradación mediante autofagia.

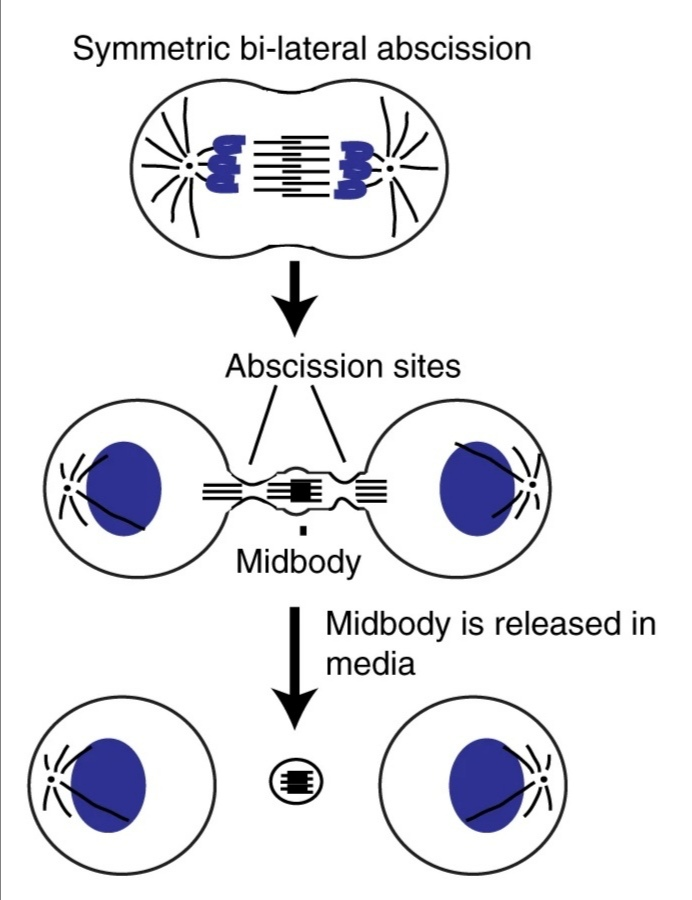
Abscisión simétrica. El cuerpo de Flemming separado (abajo en el centro).

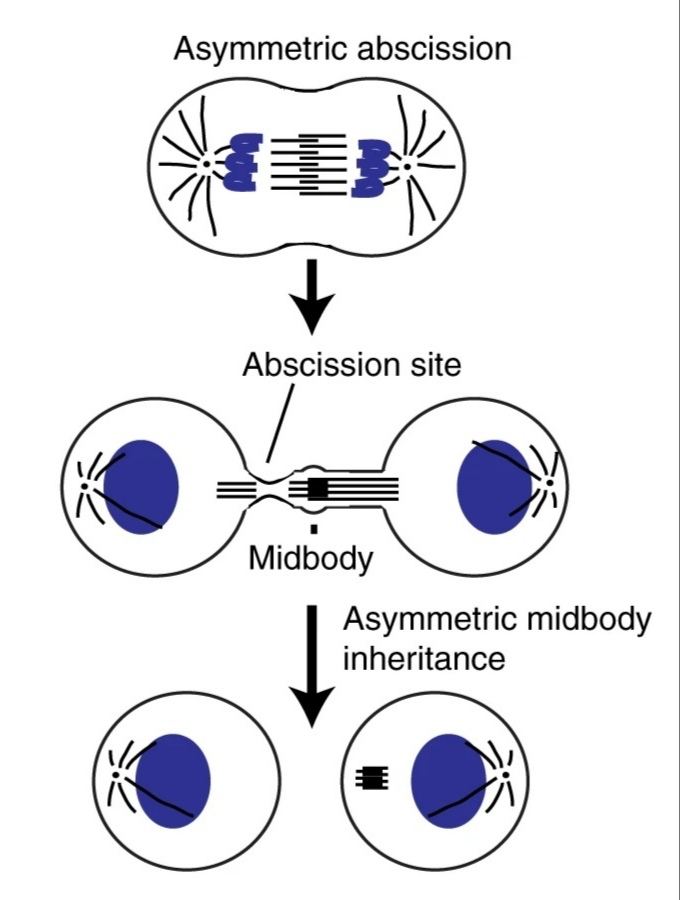
Abscisión asimétrica. El cuerpo de Flemming unido a una de las células (abajo a la derecha).

Mediante una abscisión simétrica, a ambos lados del cuerpo de Flemming, este remanente puede liberarse en el espacio extracelular y luego puede perderse o ser englobado por una célula.

Si se produce una abscisión asimétrica, el cuerpo de Flemming es "heredado" por una de las células hijas como remanente, para ser degradado rápidamente o bien para ser conservado durante un período de tiempo prolongado.
Se ha demostrado, que el cuerpo de Flemming tiene otros roles más allá de su función principal, los cuales se cumplen en su etapa post-abscisión e incluyen la señalización para regular funciones celulares.

La posición del remanente del cuerpo de Flemming, marca el sitio donde se formará la primera neurita en Drosophila melanogaster, define el lugar de inicio de la formación del lumen (biología) por las células epiteliales y determina la formación del cilio primario (inmóvil y solitario) en la superficie de las células de riñón de vertebrados.
Algunos trabajos indican, que los cuerpos medios extracelulares posteriores a la abscisión simétrica, pueden ser internalizados por las células interfásicas, y persistir en el citoplasma como una estructura de señalización unida a la membrana.
En células epiteliales polarizadas, se encontró que al finalizar la separación de las células hijas con la rotura del puente intracelular, los restos del núcleo del cuerpo medio que se forma en el puente, son "heredados" por una de las células hijas.